# Teleférico de las Grutas de García
El Teleférico de las Grutas de García es un teleférico ubicado en las Grutas de García en el municipio de García, Nuevo León. El teleférico recorre una distancia de 625 metros en aproximadamente 3 minutos, ascendiendo cerca de 280 metros hasta donde se encuentran las grutas. Cabe destacar que este teleférico sustituyó al anterior funicular.